# Excreção
Excreção é o processo pelo qual os produtos residuais do metabolismo e outros materiais sem utilidade são eliminados do organismo. Este processo é realizado pelos pulmões, rins e pele. Não confundir com secreção, quando a substância eliminada pela célula pode ter um fim específico. A excreção é um processo essencial em todas as formas de vida.
Em organismos unicelulares os resíduos são eliminados através da superfície da célula. Nos organismos pluricelulares há métodos de excreção mais complexos: Plantas vasculares eliminam gases por estômatos na superfície das folhas. Animais possuem órgãos excretores.

## Excretas
São chamadas de excretas os resíduos que devem ser eliminados do organismo.

## Classificação quanto às excretas nitrogenadas
- Amoniotélicos: Excretam amônia, substância extremamente tóxica para os organismos e bastante solúvel em água. É necessário muita água para o seu transporte, e portanto esse tipo de excreção ocorre na maioria dos invertebrados aquáticos e nos peixes ósseos de água doce. Ocorre também na maioria dos anfíbios, que são prejudicados, pois acabam perdendo muita água, por este e outros motivos precisam viver no meio aquático ou úmido para sua sobrevivência.
- Ureotélicos: Excretam ureia, que é solúvel em água e menos tóxica que a amônia, e ocorre no fígado no chamado ciclo de ornitina. Ocorre em animais que dispõem de um pouco menos de água, como nos anelídeos, peixes cartilaginosos, alguns anfíbios adultos e mamíferos.
- Uricotélicos: Excretam ácido úrico, substância de toxicidade muito baixa e insolúvel em água, o que representa uma adaptação para a vida terrestre. São uricotélicos: insetos, répteis e aves.

## Néfrons
Para cada um dos néfrons chega uma certa quantidade de sangue que será trabalhada.

O que precisa ser retirado de tóxico está no Plasma.
Nos néfrons ocorre a filtração e a reabsorção. A filtração ocorre na cápsula do néfron, e constitui em filtrar substâncias do sangue, mas só aquelas com moléculas pequenas. O sangue que chega aos capilares sanguíneos do glomérulo pela arteríola aferente é forçado pela pressão sanguínea contra as paredes do capilar e da cápsula, que possui paredes semipermeáveis, e, desse modo, parte do plasma sanguíneo extravasa, ou seja, é filtrada para o interior da cápsula. Na segunda etapa ocorre a reabsorção, que acontece ao lado dos túbulos renais. Graças aos capilares envoltos aos néfrons, esses últimos liberam substâncias úteis ao corpo na veia renal, de volta a circulação.

## Etapas da Fisiologia
1. Filtração glomerular - Cerca de 20% do plasma (do qual só a proteína não passa, por ser uma macromolécula, seguindo com o sangue) vaza para a cápsula de Bowman.
2. Tubo urinífero - O líquido que passa pela cápsula chama-se filtrador glomerular. O único componente que sai inteiro são as excretas e o que tiver a mais de sal. Logo, podemos concluir que: existe a reabsorção ativa de nutrientes, hormônios e parte do sal.
3. Do tubo urinífero passa para o vaso sanguíneo, ocorrendo a osmose: reabsorção passiva.

Os produtos de excreção são:
- Dióxido de Carbono
- Vapor de água
- Produtos tóxicos
- Sais
- Ureia
- Ácido úrico